# Henryk Chmielak
Henryk Chmielak (ur. 1948 w Szczecinie) – polski ekonomista i polityk, były wiceminister i p.o. ministra finansów.

## Życiorys
Ukończył studia na Wydziale Ekonomiki Produkcji Szkole Głównej Planowania i Statystyki. Uzyskał stopień doktora nauk ekonomicznych.
W latach 1971–1981 był pracownikiem Wyższej Szkoły Nauk Społecznych przy KC PZPR. W 1981 został wykładowcą SGPiS. Od 1986 do 1991 pracował w Komisji Planowania przy Radzie Ministrów. W rządzie Tadeusza Mazowieckiego był podsekretarzem stanu w CUP. W 1991 został wiceprezesem Komitetu ds. Radia i Telewizji. Od 1993 do 1994 pełnił funkcję sekretarza stanu w Ministerstwie Finansów, a w okresie od 8 lutego do 28 kwietnia 1994 był kierownikiem resortu w rządzie Waldemara Pawlaka.
W 1996 został wiceprezesem Banku Unii Gospodarczej. Od 1997 do 1999 był prezesem Polisy Życie. Następnie do 2007 pełnił funkcję prezesa zarządu PTE Ergo Hestia.